# Inshallah
Nell'Islam, l'espressione in šāʾ Allāh [in arabo إِنْ شَاءَ ٱللَّٰهُ], ovvero 'Se Dio vuole', manifesta la speranza di un credente affinché un evento possa accadere in avvenire. Dal connotato palesemente religioso, questa può significare anche 'sia fatta la volontà di Dio'.
L'espressione è usata da molte popolazioni arabe, e anche dai musulmani di lingua inglese, francese, tedesca, turca o italiana. In italiano viene adattata di rado in insciallà.

## Nel Corano
Seppure a un mero livello letterale questa non ha connotazioni islamiche, di fatto la locuzione deriva dal Corano, il quale alla sūra Al-Kahf ('La caverna') recita:
| «Non dire mai di nessuna cosa: “Sicuramente domani farò questo”, senza dire: “se Allah vuole”. Ricordati del tuo Signore quando avrai dimenticato di dirlo e di': “Spero che il mio Signore mi guidi su una direzione ancora migliore”.» (XVIII, 23-24 ) | «E non dire di nessuna cosa: “La farò domani”, senza aggiungere: “se Dio vuole”. E se lo dimentichi, invoca il nome del Signore e di': “Può darsi che il Signore mio mi guidi a far cose di questa più rette”.» (XVIII, 23-24 ) |

Tipica dell'Islam, dunque, riassume in sé stessa la fede musulmana quale 'totale sottomissione dell'uomo a Dio': l'affidarsi alla sua volontà in ogni momento e circostanza della vita manifesta, in modo esemplare, l'atteggiamento del fedele di Allah.

## Espressioni simili in arabo
Altre espressioni derivano da 'inshallah':
- Mā šāʾ Allāh [مَا شَاءَ ٱللَّٰهُ], ovvero 'Come Dio ha voluto' (usata come buon augurio);
- Law šāʾ Allāh [لَوْ شَاءَ ٱللَّٰهُ], ovvero 'Se Dio volesse' (usata per esprimere un desiderio).

## In altre lingue
A seguito della dominazione araba nella penisola iberica (VIII-XV secolo), molti sono stati i prestiti linguistici dall'arabo alle lingue locali. Così, l'espressione in šāʾ Allāh è diventata ojalá in spagnolo e oxalá in portoghese, con il medesimo significato di 'voglia, volesse Dio che'. In italiano potrebbe aver dato vita all'espressione giovanile scialla, con il significato di 'non preoccuparti'.